# Красильники
Красильники — деревня в Смоленской области России, в Рославльском районе. Население — 25 жителей (2007 год). Расположена в южной части области в 4 к югу от Рославля, в 1,5 км к западу от автодороги А141 Орёл — Витебск, в 4 км к северо-востоку от деревни станция Плетни на железной дороге Орёл - Рига. Входит в состав Перенского сельского поселения.

## Достопримечательности
Памятник археологии: городище днепро-двинских племён в 1 км к юго-западу от деревни. Использовалось в 1-м тысячелетии до н.э.